# Афінагор I

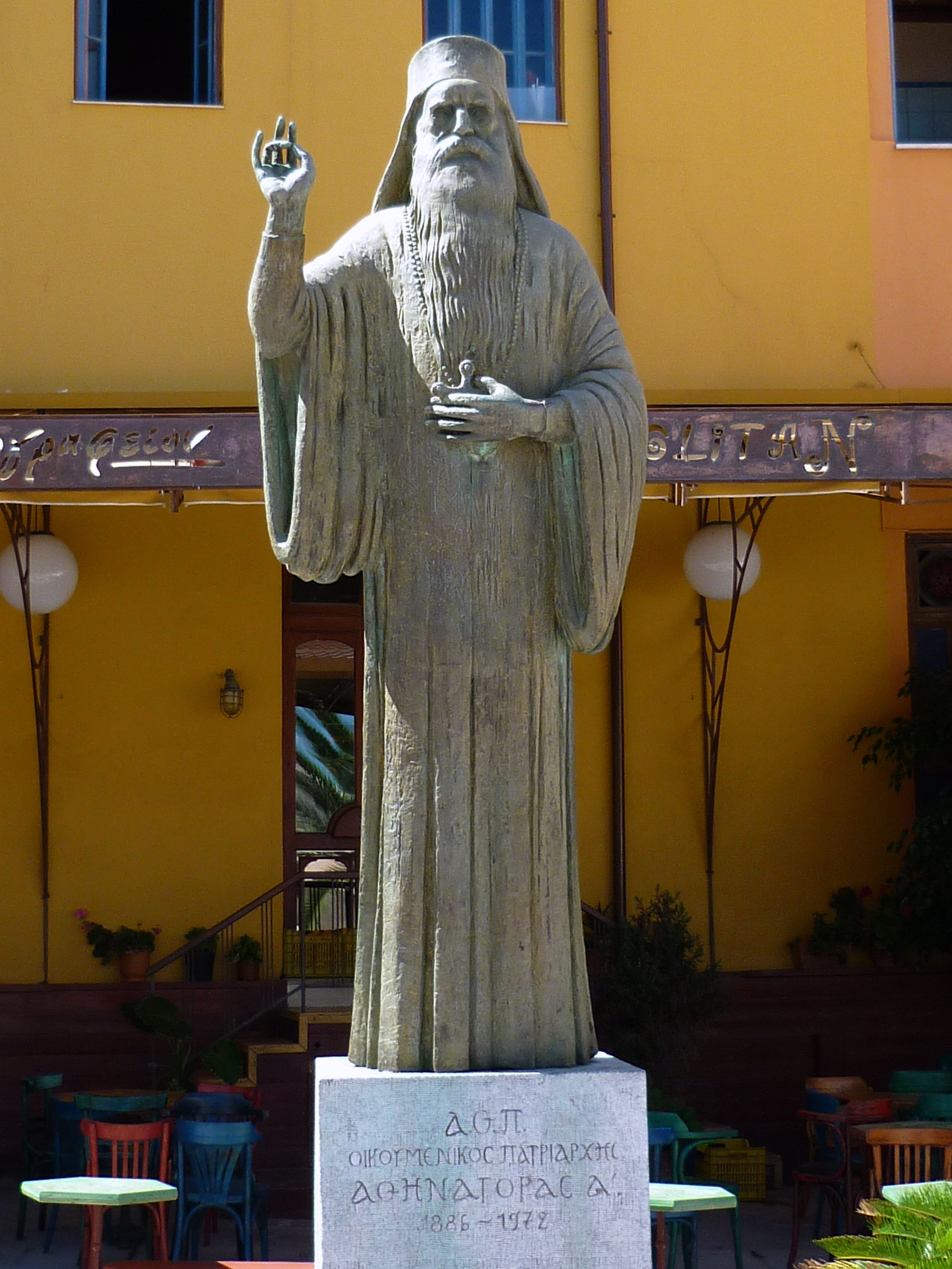
Статуя патріарха Афінагора в м. Ханія, на острові Крит, Греція.

Афінагор I (грец. Αθηναγόρας, світське ім'я — Арістокл Спиру, грец. Αριστοκλής Σπύρου) (1886–1972) — архієпископ Константинополя й Вселенський патріарх; вів активну екуменічну діяльність: діалог з Католицькою, Англіканською, дохалкедонськими Церквами; 1965 разом з Папою Павлом VI оголосив скасування взаємних відлучення й анатем православних і римо-католиків 1054 (так звана східна схизма).

## Біографія
Патріарх Афінагор, в миру Арістокл Спиру, народився 25 березня 1886 року в м. Василікон, поблизу Яніни, в Епірі, Греція. Він був сином сільського лікаря. Підлітком у віці 13 років утратив матір, залишившись напівсиротою. Так вирішив присвятити своє життя Богу, вступивши в Богословську семінарію на турецькому острові Халкі (тур. Heybeliada) у Мармурові морі (у 1971 році турецька влада цю семінарію закрила), яку він успішну закінчив у 1910 році. Після її закінчення юний Арістокл був висвячений на диякона, діставши нове ім'я Афінагор. Протягом кількох років він працює архидияконом єпархії Пелагонія аж до 1919 року коли його призначили секретарем архієпископа Афінського Мелетія. Через три роки у 1922 році бувши ще дияконом, Афінагор був призначений єпископом як митрополит грецького острова Керкіри.
Повернувшись із подорожі до грецького православного архієпископства Америки у 1930 році, митрополит Дамаскін зарекомендував Фотію III щоби він призначив митрополита Афінагора на посаду архієпископа Північної і Південної Америки, як найкращу особу для принесення гармонії у американській єпрархії. Патрірх зробив таке призначення 30 серпня, 1930 року. Коли Афінагор перейняв нову посаду 24 лютого, 1931 року, перед ним предстало завдання принести єдність і злагоду у єпархію, котра мучилась від розколу між грецькими монархістами і венізелістами (послідовниками Елефтеріоса Венізелоса, противника монархії в Греції), які фактично розділили державу на дві незалежні єпархії. Щоби виправити це, Афінагор централізував церковне управління в архієпископських установах разом з усіма іншими єпископами, що служили як допоміжні, призначені допомагати архєпископу без власних єпархій і власних адміністративних прав. Афінагор активно працював зі своїми приходами для встановлення злагоди. Він розширив роботу клерикально-мирських конгресів і заснував грецьку православну богословську семінарію Святого Хреста у м. Бруклайн, штат Массачусетс. Завдяки його талановитому керівництві він зумів протистояти ранній опозиції і здобув любов і відданість свого народу.
По закінченні війни, 1 листопада 1948 року архієпископ Афінагор був обраний Константинопольським Патріархом. Щоби перейняти новий пост, він удостоївся перельоту до Константинополя у особистому літаку американського президента Гаррі Трумена. Як патріарх, він брав активно задіяний у Світовій Раді Церков та покращенні стосунків з папою Римським.
Афінагор помер у Константинополі 7 липня, 1972 року. Його наступником на посаді вселенського патріарха став Димитрій I.